# Telebasis willinki
Telebasis willinki là một loài chuồn chuồn kim trong họ Coenagrionidae.
Loài này được xếp vào nhóm Loài ít quan tâm trong sách Đỏ của IUCN năm 2007.
Telebasis willinki được miêu tả khoa học năm 1948 bởi Fraser.